# Нога Микола Петрович
Мико́ла Петро́вич Нога (3 квітня 1952, с. Печі, Чернігівська область) — український політик, міський голова Шостки.

## Біографія
Народився 3 квітня 1952 року в селі Печі на Чернігівщині. Закінчив Хорошеозерську середню школу. Після школи працював водієм. У 1970—1972 роках проходив строкову військову службу. Після служби працював слюсарем у Конотопі. 
У 1980 році закінчив Харківський інститут інженерів залізничного транспорту. 
З 1987 по 1998 рік працював першим заступником голови виконкому Конотопської міської ради. 
З вересня 1998 року — голова Кролевецької райдержадміністрації.
У 2000 році закінчив Європейський університет фінансів, інформаційних систем, менеджменту і бізнесу за спеціальністю економіст.
У 2001 році обраний міським головою Шостки, після цього ще чотири рази переобраний у 2006, 2010, 2015 та 2020 роках.

## Нагороди
- Орден «За заслуги» III ступеня (2009) — за вагомий   особистий внесок у розвиток місцевого самоврядування, багаторічну сумлінну працю і високий професіоналізм[2].
- Грамота Верховної ради України (2006)[3].